# La Sena festeggiante
La Sena festeggiante (RV 693) è una serenata a tre del compositore Antonio Vivaldi su libretto di Domenico Lalli.
Scritta per tre voci, orchestra e basso continuo, fu messa in scena la prima volta presumibilmente nel 1726 a Venezia e venne dedicata al Re di Francia, Luigi XV. Infatti in quel periodo i rapporti musicali tra la Venezia e la Francia erano assai affiatati, tant'è che Vivaldi stesso dedicò al sovrano francese altre sue composizioni, come il Te Deum e un'altra serenata, L'unione della Pace e di Marte.
Il libretto di Lalli, non particolarmente originale, presenta una trama di breve durata, con un soggetto assai scarno e una vicenda statica, e numerosi riferimenti alla moda cortigiana dell'epoca. Tuttavia Vivaldi vi trovò, come in altri testi del medesimo autore, un gran numero di spunti sia dal punto di vista musicale che sul piano delle immagini.
Nel 1949 avviene la prima come musica inedita in un concerto sinfonico-vocale diretta da Angelo Ephrikian con Raffaele Arié al Teatro La Fenice di Venezia dove viene riproposta nel 1982 nella revisione di Alberto Zedda diretta da Claudio Scimone.

## Trama
La Virtù e l'Età dell'oro si incontrano sulle sponde della Senna. Il fiume le accompagna lungo il suo corso lodando le imprese e la nobiltà della famiglia reale francese.

## Organico
- 2 oboi, flauto traverso, flauto dolce, 2 fagotti
- Archi
- Clavicembalo e violoncello per il basso continuo e i recitativi

## Struttura della serenata
- Sinfonia (Allegro -  Andante molto - Allegro molto)
- Parte I:
  - Della Sena in su le sponde (a tre)
  - Io che raminga errante il piè movea - Se qui pace (Età dell'oro)
  - Anch'io raminga errando - In quest'onde (Virtù)
  - Illustri amiche - Qui nel profondo (Senna)
  - Potrem fra noi la pace (Virtù)
  - Vaga perla benché sia (Virtù)
  - Tal di me parlo - Al mio seno (Età dell'oro)
  - Qui per darci amabil pace (Età dell'oro e Virtù)
  - Ma rimirate amiche - L'alta lor gloria immortale (Senna)
  - Di queste selve venite o numi (a tre)
- Parte II:
  - Ouverture
  - Ma già ch'unito - Pietà, dolcezza (Senna)
  - Stelle, con vostra pace (Virtù)
  - Io qui provo sì caro diletto (Età dell'oro e Virtù)
  - Quanto felici siete - Giace languente (Età dell'oro)
  - Quanto felici siete - Così suol nell'Aurora (Virtù)
  - Non fu mai più vista in soglio (Età dell'oro)
  - Il destin, la sorte, il fato (a tre)